# Pintarroxo-rubro
O pintarroxo-rubro, Agraphospiza rubescens é uma espécie de ave da família Fringillidae.
Pode ser encontrada nos seguintes países: Butão, China, Índia e Nepal.
O seu habitat natural é: florestas boreais.